# Józefada w pięciu pieniach

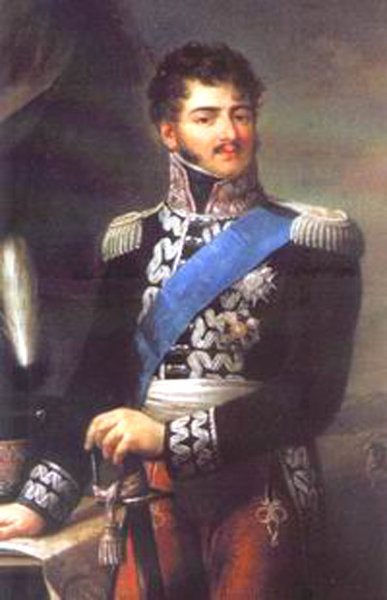
Książę Józef Poniatowski

Józefada w pięciu pieniach – poemat epicki Jędrzeja Świderskiego, opublikowany w 1818. Bohaterem utworu jest książę Józef Poniatowski. Jak zauważa Roman Dąbrowski, epos jest ukształtowany na wzór dzieł antycznych, a sam książę wystylizowany na dawnego herosa i nazywany na przykład Drugim Hektorem. Utwór jest napisany typowym dla oświecenia trzynastozgłoskowcem ze średniówką po sylabie siódmej, rymowanym parzyście.
„Bóg mi dodał wasz honor, niech was nic nie smuci,
Jemu oddam, gdy duch mój do niego powróci”.